# Lenguas keresanas
Las lenguas keresanas, también llamadas keres son un grupo de siete lenguas relacionadas entre sí y habladas por algunas naciones de indios pueblo en Nuevo México (Estados Unidos). Cada una de ellas es inteligible por el resto del grupo. Hay diferencias significativas entre el grupo occidental y el oriental. 

## División
- Dialectos Orientales: Totalizan 4580 parlantes (censo de 1990)
  - Cochiti Pueblo: 384 parlantes (censo de 1990)
  - San Felipe-Santo Domingo: San Felipe Pueblo: 1560 parlantes (censo de 1990); Santo Domingo Pueblo: 1880 parlantes (censo de 1990)
  - Zia-Santa Ana: Zía Pueblo: 463 parlantes (censo de 1990); Santa Ana Pueblo: 229 parlantes (censo de 1990)
- Dialectos Occidentales: totalizan 3391 hablantes (en 1990)
  - Acoma Pueblo: 1696 parlantes (censo de 1980)
  - Laguna Pueblo: 1695 hablantes (censo de 1990)

## Relaciones genéticas
La clasificación de las lenguas keresanas no es concluyente, algunos autores las consideran una pequeña familia de lenguas sin parentescos claros con otras familias. Por otra parte un buen número de autores ha apuntado a posibles parentescos:
- Sapir (1929) las agrupó en la familia de lenguas hokanas y lenguas siux.
- Swadesh (1956) sugirió una conexión con la lengua wichita que pertenece a la familia caddoana.
- Greenberg agrupó a las lenguas keresanas con las lenguas macro-sioux, conociéndose esa propuesta como hipótesis keresiux (Keresiouan).

Todas estas propuestas fueron ampliamente rechazadas por los especialistas. Más recientemente Irvine Davis (1979) señaló una pequeña lista de posibles cognados entre el proto-keresano (pK) y el keres de Santa Ana (KSA) de un lado y el proto-utoazteca (pUA) del otro lado:
(1) pUA *ko- 'comer' / PK *-gU 'morder'
(2) pUA *muki 'morir' / PK *-mid yIza 'matar'
(3) pUA *kusi 'madera' / PK *gutsI 'madera'
(4) pUA *ka 'oír' / PK *-ká 'oír'
(5) pUA *kawa 'rata' / KSA sgâWašI 'rata'
(6) pUA *ki 'casa' / KSA ʔačínI 'casa'
(7) pUA *ʔaki 'río' / KSA činá 'río'
Donde en las formas (6) y (7) presentarían palatalización /k /> /č/ ante la vocal /i/.

## Descripción lingüística

### Fonología
El inventario fonológico del proto-keres fue reconstruido por Miller & Davis (1963), a partir de datos de tres lenguas keres (Acoma, Santa Ana y Santo Domingo):
|                         |                    | Labial | Dental | Palatal | Retrofleja | Dento- Palatal | Velar |
| ----------------------- | ------------------ | ------ | ------ | ------- | ---------- | -------------- | ----- |
| obstruyente no-continua | simple             | *b     | *d     | *dʸ     | *ẓ         | *z             | *g    |
| obstruyente no-continua | aspirada           | *p     | *t     | *č      | *c̣         | *c             | *k    |
| obstruyente no-continua | glotalizada        | *pʼ    | *tʼ    | *čʼ     | (*c̣ʼ)      | *cʼ            | *kʼ   |
| obstruyente continua    | simple             |        | *s     | *š      | *ṣ         |                |       |
| obstruyente continua    | glotalizada        |        | (*sʼ)  | *šʼ     | *ṣʼ        |                |       |
| Sonante                 | simple             | *w     | *r     | *y      |            |                |       |
| Sonante                 | glotalizada        | *wʼ    | *rʼ    | *yʼ     |            |                |       |
| Sonante                 | simple, nasal      | *m     | *n     |         |            |                |       |
| Sonante                 | glotalizada, nasal | *mʼ    | *nʼ    |         |            |                |       |
La consonante /*c̣ʼ/ sólo aparece como alófono de /*ẓ/ o de /*c̣/. Debe tenerse en cuenta que en el cuadro anterior se han empleado signos alfabeto fonético americanista que en algunos casos difiere del alfabeto fonético internacional y las siguientes convenciones:
- La serie /*b, *d, *dʸ, *ẓ, *z, *g/ denota a consonantes no-aspiradas (= AFI [p, t, c, ʈʂ, ts, ɡ])
- La serie aquí escrita como p, t, č, c̣, c, k corresponde a consonantes aspiradas (= AFI [pʰ, tʰ, tʃʰ, ʈʂʰ, tsʰ, kʰ])
- La serie čʼ, c̣ʼ, cʼ usa el alfabeto americanista (= AFI [tʃʼ, ʈʂʼ, tsʼ])

Entre los cambios morfofonémicos encontrados en las lenguas keresanas están:
| Forma básica | Aspirada | Glotalizada | Palatalizada |
| ------------ | -------- | ----------- | ------------ |
| d            | t        | tʼ          | dʸ           |
| t            |          |             | č            |
| tʼ           |          |             | čʼ           |
| g            | k        | kʼ          | z            |
| k            |          |             | c            |
| kʼ           |          |             | cʼ           |
| ẓ            | –        | c̣ʼ          | d            |
| c̣            | c̣        | c̣ʼ          | č            |
La estructura silábica viene dada por la fórmula:
C(C)V